# Encarsia quaintancei
Encarsia quaintancei är en stekelart som beskrevs av Howard 1907. Encarsia quaintancei ingår i släktet Encarsia och familjen växtlussteklar. Inga underarter finns listade i Catalogue of Life.